# 金平輝子
金平 輝子（かねひら てるこ、1927年 - ）は、日本の地方公務員。元東京都副知事。日本女子大学家政学部卒業。早稲田大学第二文学部卒業。大阪府出身。
夫は東京家政大学教授の金平文二。

## 経歴
1947年、日本女子大学家政学部を卒業。1953年、早稲田大学第二文学部を卒業。1950年、東京都庁に入庁し東京都民生局中央児童相談所技師（心理専門職）、1981年に女性としては史上2人目となる東京都福祉局長に就任。1985年、東京都庁を退職。
1991年から1995年にかけては、元東京都知事の鈴木俊一都政において、都政史上初めてとなる女性の副知事として活躍した。その間、東京都歴史文化財団理事長、東京都社会福祉協議会会長、医療保険福祉協議会会長などを歴任。
東京都副知事を退いてからは、1997年より東京都公安委員会委員に就任。2002年、労働省ハンセン病問題に関する検証会議座長に就任。2006年、日本司法支援センター理事長に就任。日本財団評議員、厚生省医療福祉審議会会長、財団法人女性のためのアジア平和国民基金訪韓団団長、同副理事長、財団法人主婦会館プラザエフ理事、日本更生保護女性連盟会長、法務省更生保護のあり方を考える有識者会議座長代理、内閣府栄典制度の在り方に関する懇談会委員、市川房枝記念会理事長、浴風会評議員、同顧問等も歴任した。

## 著書
- 『男女協働社会の創造 (21世紀の地方自治戦略)』（ぎょうせい、1993年10月）